# Rodewald
Rodewald ist eine Gemeinde in der Samtgemeinde Steimbke im Landkreis Nienburg/Weser in Niedersachsen. Die landwirtschaftlich geprägte Gemeinde ist unterteilt in die Obere, Mittlere und Untere Bauerschaft (abgekürzt als o. B., m. B. und u. B.). 1970 entstand aus den drei politischen Gemeinden Rodewalds die Einheitsgemeinde Rodewald. Bis zur Landkreisreform im Jahre 1974 war Rodewald Teil des Landkreises Neustadt am Rübenberge, seitdem gehört die Gemeinde zum Landkreis Nienburg/Weser.

## Geografie
Das Dorf gilt mit ungefähr 11 Kilometern Länge als das zweitlängste Dorf Niedersachsens. Es liegt geographisch relativ zentral in Niedersachsen, etwa 40 km nördlich der Landeshauptstadt Hannover und 125 km südlich der Hansestadt Hamburg.

## Geschichte

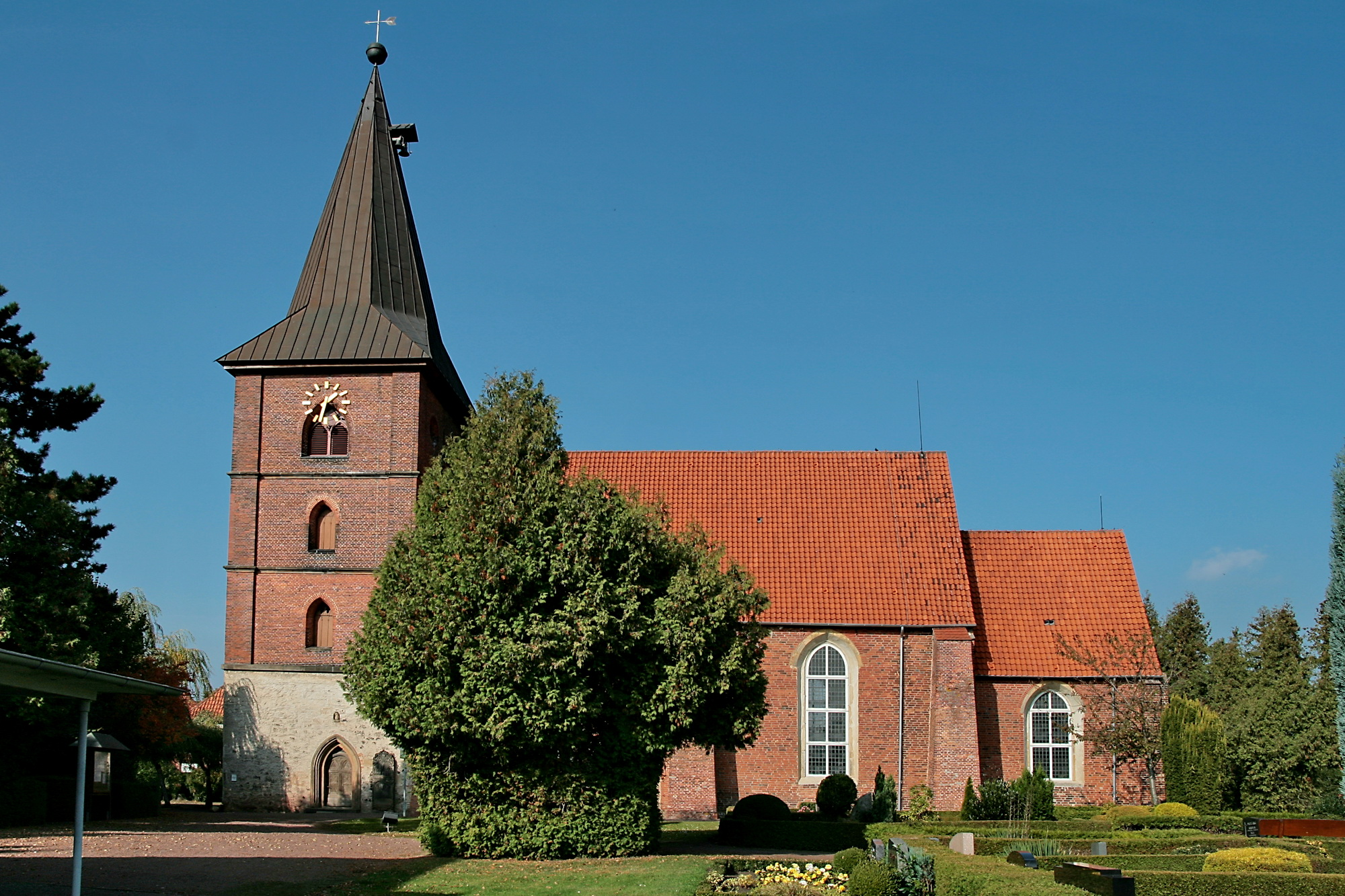
St.-Aegidien-Kirche

Rodewald wurde im ersten Viertel des 13. Jahrhunderts durch die Grafen von Wölpe mit Billigung des Mindener Bischofs als Diözesan gegründet. Die Gründung war Teil eines größeren Landesausbaus in ihrem Herrschaftsbereich. 1221 und 1223 tritt ein Christianus de Rodelwolde in zwei Urkunden als Zeuge auf. Durch eine planmäßige Ansiedlung entstand entlang eines Weges der erste Abschnitt, der zu einem großen Teil mit der heutigen unteren Bauerschaft identisch ist. Der damit verbundenen Waldrodung verdankt das Dorf wahrscheinlich seinen Namen, das nach seiner Form ein hochmittelalterliches Hagenhufendorf ist. Jeder Siedler erhielt ein gleich großes Stück Land, eine eingehegte, d. h. eingezäunte Hufe, die sich in einem Streifen quer zur Straße erstreckte und innerhalb derer er sich ansiedelte und seine Gebäude errichtete. Dazu genoss er als Häger rechtliche Vorteile, wie die eigene niedere Gerichtsbarkeit.
Die Parzellen von der Größe von 60 bis 70 Morgen waren nur so breit wie der Hof, dafür allerdings sehr lang. Diese für das Hochmittelalter typische Flur ist noch heute zu erkennen. Bis zur Mitte des 14. Jahrhunderts verlängerte sich das Dorf nach Süden und wurde um die mittlere und obere Bauerschaft erweitert, die eigene Rechtsgemeinschaften bildeten.
1302 gelangte die Grafschaft Wölpe und damit auch Rodewald durch Verkauf an Otto den Strengen von Braunschweig-Lüneburg und verblieb als Vogtei bis 1866 im Herrschaftsbereich der Welfen.
Mit der 1542 publizierten Kirchenordnung und der nachfolgenden Kirchenvisitation im Teilfürstentum Calenberg hielt die Reformation Einzug.
1579 wird erstmals der Rodewalder Markt genannt; auf das Vorhandensein einer spezialisierten Wirtschaft und damit einer Bedeutung als Absatz- und Handelsort verweisen bereits die 1543 überlieferten Hokesherren.
1821 zerstörte ein Großfeuer den Turm der St. Aegidienkirche, der 1847 in neuer Form wiederaufgebaut wurde.
Nach der Annexion des Königreichs Hannover fiel Rodewald 1866 an Preußen. 1878 wurden die drei Bauerschaften zu eigenständigen Gemeinden erklärt.
Nach dem Ende des Kaiserreiches und des Ersten Weltkrieges blieb der Ort bis Mitte des 20. Jahrhunderts agrarisch geprägt. Dies änderte sich 1935, als in Steimbke, Rodewald und Suderbruch im Zuge der Autarkiebemühungen Erdölvorkommen erschlossen wurden, die von der Gewerkschaft Brigitta ausgebeutet wurden.
Nach der Machtergreifung bestanden zwei Lager des Reichsarbeitsdienstes (RAD). Die hier Verpflichteten begradigten u. a. als Arbeitsbeschaffungsmaßnahme den Lauf der Alpe. Die NSDAP hatte schon vor 1933 starken Rückhalt im Dorf gefunden.
Der Zweite Weltkrieg erreichte den Ort erstmals im September und Oktober 1943, als Luftangriffe Schäden in der unteren Bauerschaft verursachten. Luftkämpfe im Januar, März und Mai 1944 forderten erste Opfer unter der Zivilbevölkerung.
Am 9. April 1945 wurden durch Artilleriebeschuss mehrere Gebäude am Kummende in der oberen Bauerschaft zerstört.
Das Kriegsende hatte tiefgreifende Auswirkungen auf die Sozialstrukturen des Ortes. Flüchtlinge und Vertriebene aus den ehemaligen Ostgebieten bildeten eine neue Bevölkerungsgruppe, deren Landsmannschaften sich erst allmählich integrierten. Für diese „Neusiedler“ entstanden neue Wohngebiete im Neudorf als Erweiterung der unteren Bauerschaft und an der Pottstraße in der oberen Bauerschaft und 1962 der Neubau der katholischen Kirche „Zur Heiligen Familie“.
1972 wurden die drei Teilgemeinden zur Einheitsgemeinde Rodewald zusammengelegt, die im Zuge der Kreisreform 1974 Teil des Landkreises Nienburg/Weser wurde und in der Samtgemeinde Steimbke aufging.
Heute ist die historische Siedlungsstruktur der Hagenhufe noch vielerorts erkennbar und  Rodewald ist das „lange Dorf an der Straße“. Die verbliebenen Freiflächen entlang der Straße verzahnen auch Landschaft und Siedlung.

## Religion

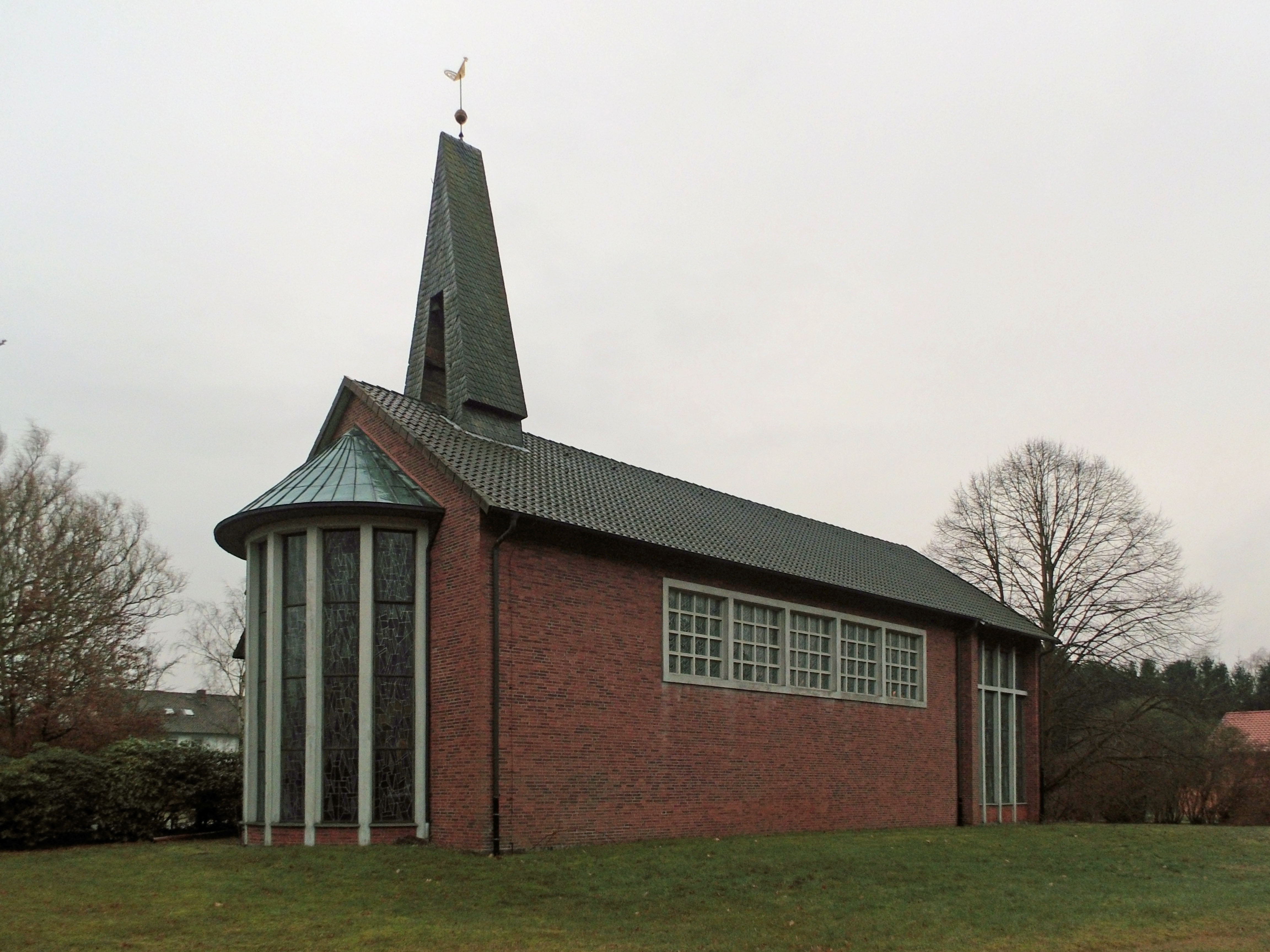
Die kath. Kirche Hl. Familie (Rodewald) zum Zeitpunkt ihrer Profanierung, 2015

In Rodewald sind die beiden großen christlichen Konfessionen vertreten, die sich in zwei Kirchen in Rodewald zum Gottesdienst versammeln. Es gibt keine weiteren in Rodewald institutionell vertretenen Konfessionen und Religionen.
Die evangelisch-lutherische St.-Aegidien- und St.-Johannis-Kirchengemeinde Rodewald gehört zum Kirchenkreis Nienburg und unterhält in Rodewald zwei Kirchen: Die St.-Johannis-Kirche in der unteren Bauerschaft und die St.-Aegidien-Kirche in der mittleren Bauerschaft. Die evangelische Kirchengemeinde umfasst ca. 2400 Gemeindeglieder und unterhält ein gemeinsames Pfarramt mit der evangelischen Kapellengemeinde der Streusiedlung Lichtenhorst.
Die römisch-katholische Kirche „Heilige Familie“ wurde 1961/62 im nördlichen Ortsbereich erbaut, am nach dem Gründer und langjährigen Pfarrer der Gemeinde Georg Wengler benannten Weg. 1962 wurde das benachbarte katholische Seniorenzentrum „Heilige Familie“ eröffnet, es befindet sich heute in evangelischer Trägerschaft. Seit 2006 gehörte die Kirche zur Pfarrgemeinde St. Bernward in Nienburg, 2015 wurde sie profaniert. Der Nienburger Pfarrer betreut heute auch die ca. 350 Mitglieder umfassende Gemeinde in Rodewald. Eine weitere protestantische Georgskapelle bestand im früheren Schulhaus der Oberen Bauerschaft am Krummende.

## Politik

### Gemeinderat
Der Rat der Gemeinde Rodewald besteht aus 13 Ratsfrauen und Ratsherren. Dies ist die festgelegte Anzahl für die Mitgliedsgemeinde einer Samtgemeinde mit einer Einwohnerzahl zwischen 2001 und 3000 Einwohnern. Die Ratsmitglieder werden durch eine Kommunalwahl für jeweils fünf Jahre gewählt. Die aktuelle Amtszeit begann am 9. November 2021 und endet am 31. Oktober 2026.
Die letzte Kommunalwahl am 12. September 2021 ergab das folgende Ergebnis:
| Partei                    | Anteilige Stimmen | Anzahl Sitze |
| ------------------------- | ----------------- | ------------ |
| CDU                       | 34,94 %           | 5            |
| WG Rodewald               | 24,40 %           | 3            |
| SPD                       | 9,78 %            | 1            |
| FDP                       | 4,06 %            | 1            |
| Grüne                     | 8,32 %            | 1            |
| Einzelwahlvorschlag Göbel | 18,50 %           | 2            |

Die Wahlbeteiligung bei der Kommunalwahl 2021 lag mit 63,02 % über dem niedersächsischen Durchschnitt von 57,1 %.

### Bürgermeister
Der Gemeinderat wählte das Gemeinderatsmitglied Bernd-Christoph Höper (CDU) zum ehrenamtlichen Bürgermeister für die aktuelle Wahlperiode.
Bisherige Amtsinhaber
- ~1970: Hermann Frerking
- 1972–1986: Herbert Schöling (CDU)
- 1986–1996: Fritz Thieße (CDU)
- 1996–2001: Helmut Ario (SPD)[12]
- 2001–2007: Herrmann Bartels (CDU)
- 2007–2011: Hans-Joachim Zilke (SPD)
- 2011–2021 Katharina Fick (WG)
- seit 2021 Bernd-Christoph Höper

Gemeindedirektor
- ~1970: Heinrich Krage
- 1971 Gustav Graubohm
- 1972 Uwe Wanner
- 2001 bis 2014 Hans-Jürgen Hoffmann
- 2014 bis 2019 Knut Hallmann
- 2019 Torsten Deede

### Wappen
Das Gemeindewappen der Dorfgemeinde Rodewald m.B. mit der Eule in der Öffnung eines Kirchenfensters (Lichtgade) wurde 1960 vom Regierungspräsidenten in Hannover genehmigt und von der 1969 gegründete Einheitsgemeinde übernommen. Das Motiv der Eule stammt dabei von einer kleinen steinernen Eule im Portal des Turms der St.-Aegidien-Kirche in Rodewald m.B.
Der Rat der Gemeinde Rodewald hat sich gegen die Freigabe zur Nutzung im Internet entschieden.

## Kultur und Sehenswürdigkeiten
Kriegerdenkmale

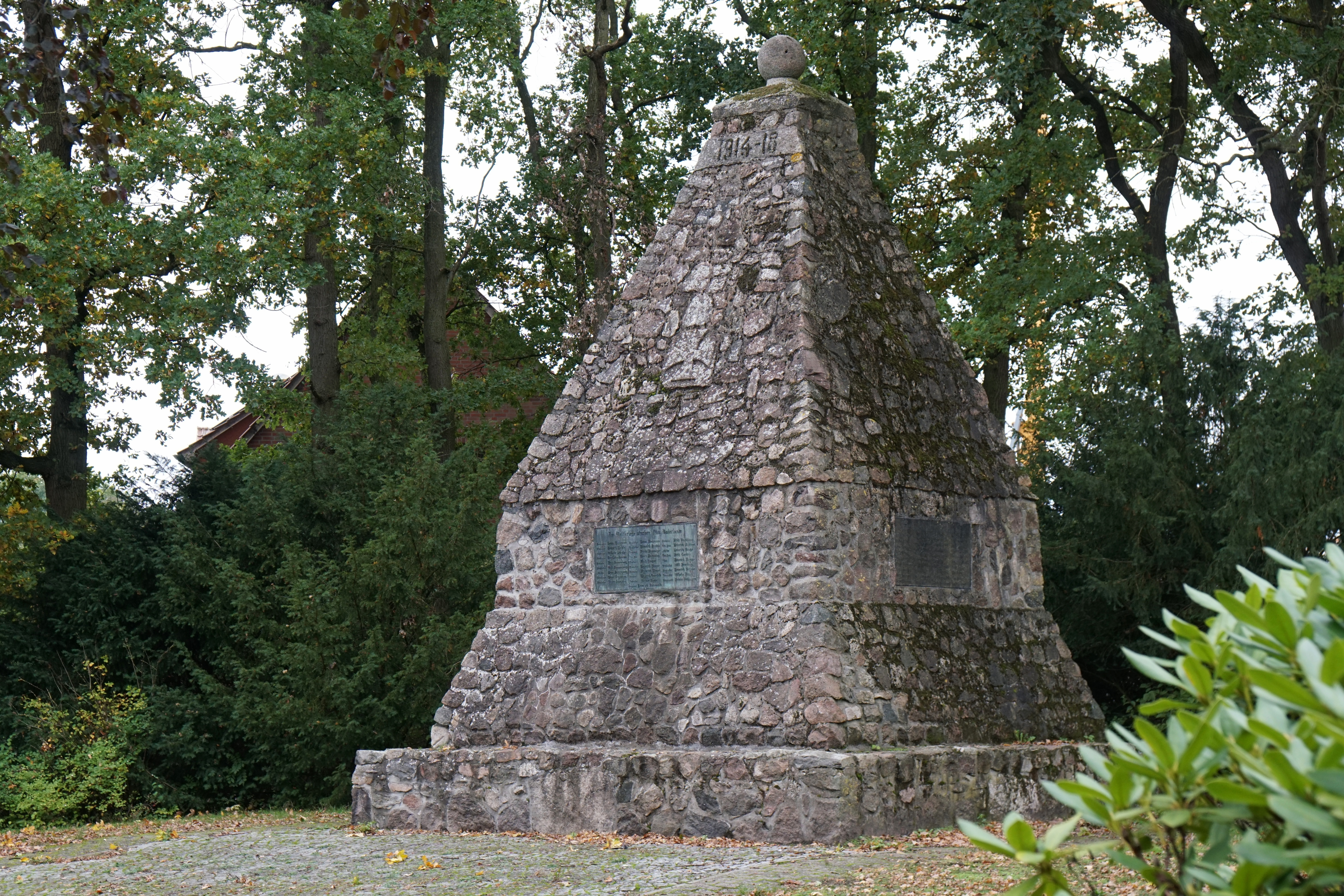
Kriegerdenkmal untere Bauerschaft

Die Gemeinde Rodewald verfügt über drei Kriegerdenkmale. Zwei stehen in der mittleren Bauernschaft an der Hauptstraße vor der St. Aegidien-Kirche. Eines davon erinnert mit einer Gedenktafel 1860 und 1870–1871 an die gefallenen Soldaten. Das andere erinnert an die beiden Weltkriege von 1914–1918 und 1939–1945.
Ein weiteres Ehrenmal aus den 1920er Jahren steht in der unteren Bauernschaft auf einem parkähnlichen Gelände an der Kreuzung Lichtenhorster Straße / Zingeldamm. Es ist ein damals bautypisches Kriegerdenkmal in Pyramidenform aus Feldsteinen mit angebrachten Gedenktafeln 1914–1918 und 1938–1945. Es ist heimatgeschichtlich wertvoll weil es an die damalige eigenständige Gemeinde untere Bauerschaft erinnert.

### St.-Aegidien-Kirche

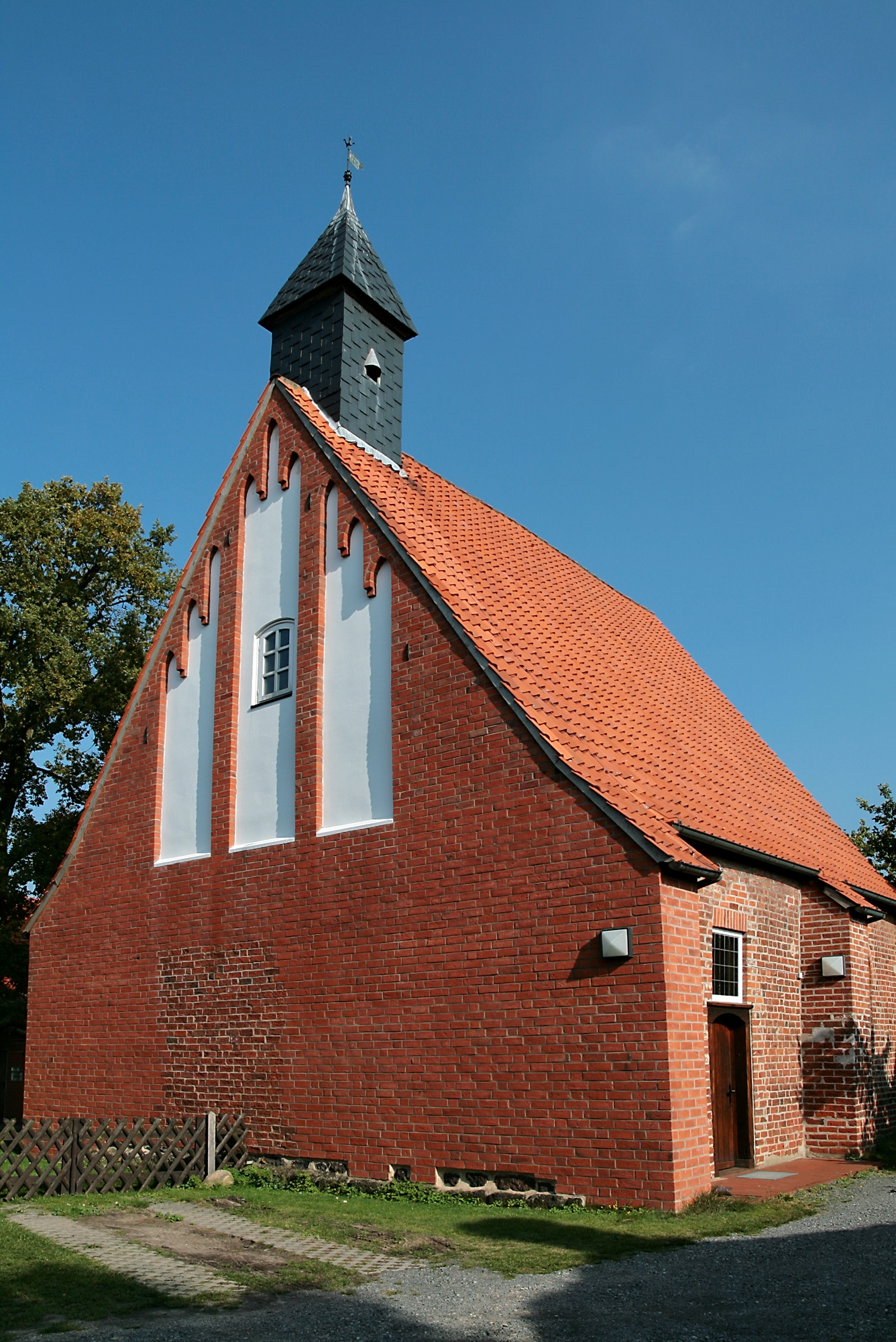
St.-Johannis-Kirche

Die an der Grenze von Mittlerer und Oberer Bauerschaft gelegene St.-Aegidien-Kirche ist ein spätromanischer Backsteinbau aus der Mitte des 13. Jahrhunderts. Um 1523 verlängerte man die Langhausfenster. Die drei Obergeschosse und der Turmhelm wurden nach einem Brand 1821 nach 1849 neu errichtet. 1965–1969 wurde die spätbarocke Innenausstattung entfernt und der Innenraum wieder in seinen ursprünglichen Zustand rückversetzt. Dabei wurden Wandmalereien aus dem späten 13. Jahrhundert freigelegt. Zwei moderne Fenster im Altarraum stellen die „Ankunft Christi“ und die „Wiederkunft Christi“ dar.

### St.-Johannes-Kirche
Die Johanniskirche in der Unteren Bauerschaft ist die älteste den beiden Rodewalder Kirchen. Die jetzige Saalkirche mit quadratischem Chor entstand an Stelle eines Vorgängerbaus in der Mitte des 14. Jahrhunderts, die tonnengewölbte Sakristei und der Dachreiter 1752. Der Ost- und Westgiebel des Backsteinbaus wurden mit flachen Mauernischen detailliert gestaltet. Der Westgiebel wurde, im Gegensatz zum Ostgiebel, im Jahre 2003 restauriert. Im 15. und im 18. Jahrhundert wurde das Dach mehrfach restauriert. Der Innenraum besticht durch sein weit heruntergezogenes Kreuzgewölbe.

### Paltrockwindmühle

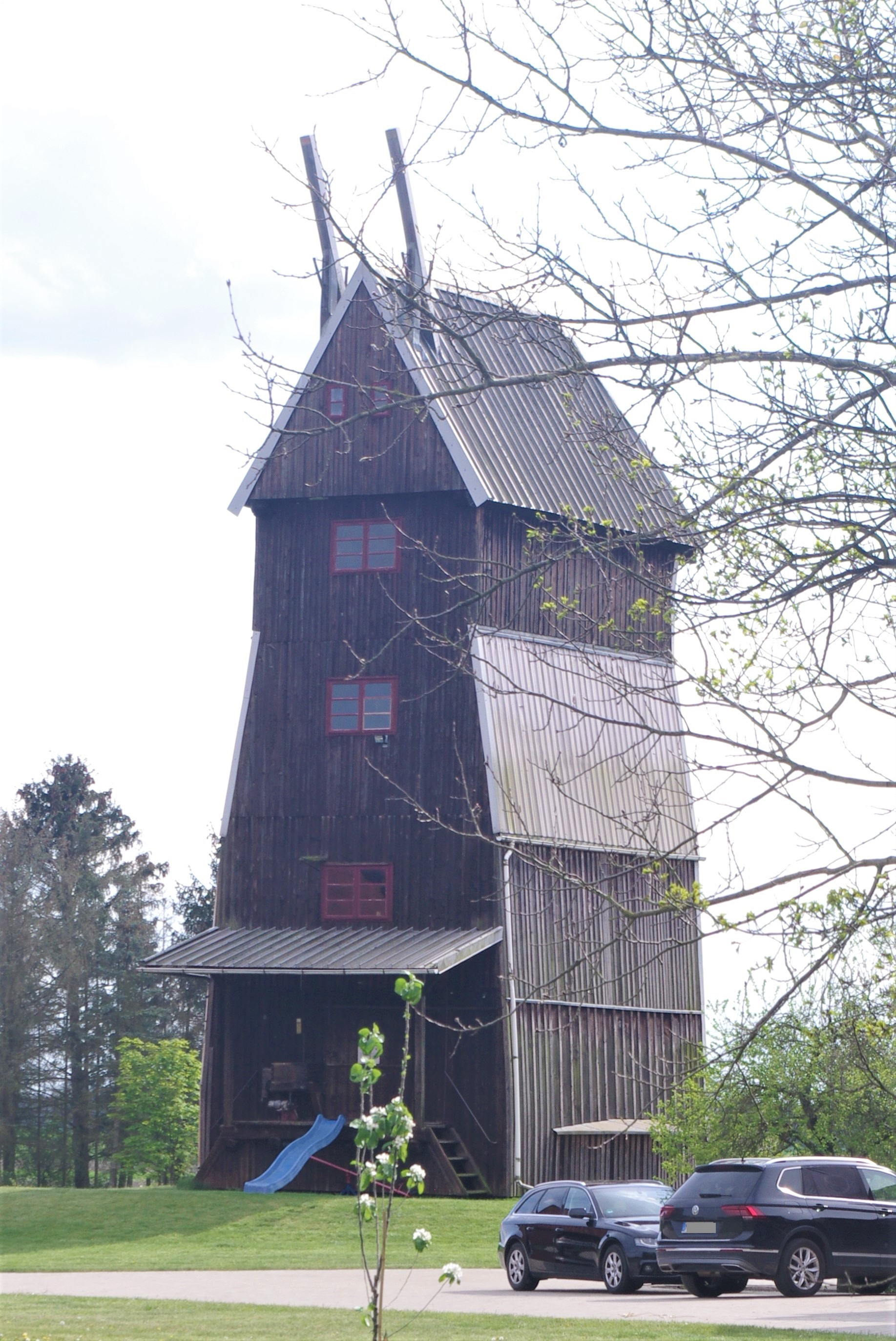
Windmühle Rodewald

Die Paltrockwindmühle in der Unteren Bauerschaft gehört zu den wenigen erhaltenen Paltrockmühlen, einer Zwischenstufe von Bock- und Holländerwindmühle. Zugleich ist sie ein Beispiel für die Anpassung von Mühlentechnik im 20. Jahrhundert. Sie wurde 1935 von der Mühlenbaufirma Karl Kühl aus Teilen einer dort seit 1890 stehenden Bockwindmühle, die ihrerseits aus Rethem an der Aller stammte, und aus Teilen anderer Mühlen umgebaut. Obwohl Flügel und Windrose heute fehlen, ist das Mahlwerk noch voll funktionsfähig und wird mit einem Elektromotor betrieben.

### Heimatmuseum
Das Heimatmuseum Rodewald wurde 1982 von den Schülern Ulf Bohnhorst und Holger Rabe mit Unterstützung der Gemeinde initiiert und von einem Museumsverein betrieben. Es befindet sich in einem 1877 errichteten Fachwerkbau, der seit Beginn des 20. Jahrhunderts als Arztpraxis genutzt wurde. Neben dem erhaltenen Inventar finden sich Exponate zur Rosenapotheke und zum Landleben in früheren Jahrhunderten.

### Vereine
Die meisten Bewohner von Rodewald engagieren sich in einem oder mehreren der ungefähr 25 verschiedenen Vereine des Dorfes. Die größten davon sind:

#### SSV Rodewald
Der Spiel- und Sportverein Rodewald wurde 1975 gegründet. Durch eine Fusion der beiden ehemaligen Sportvereine SV Vorwärts von 1921 und dem TSV Rodewald von 1924 entstand nach langen Verhandlungen der jetzige SSV Rodewald e. V. von 1921. Die größte Sparte im SSV ist Fußball, welche Mannschaften in fast allen Jugendklassen aufweist und mit zwei Mannschaften auf Kreisebene vertreten ist. Neben Fußball gehören Handball, Gymnastik, Kinderturnen, Leichtathletik, Tischtennis, Nordic Walking, Zumba und Wandern zum Angebot. Der Verein nutzt dazu eine Turnhalle, zwei Trainingsplätze und ein Stadion mit Sportheim, das am 7. Mai 1982 eingeweiht wurde.

#### Schützenvereine und der Spielmannszug
Rodewald hat drei Schützenvereine. Jede Bauerschaft beherbergt ihren eigenen Schützenverein mit unterschiedlichen Uniformen, die auf die Zeit als lokale Miliz zurückzuführen sind. Auch wenn der militärische Aspekt der Schützenvereine lange der Vergangenheit angehört und das Schießen rein sportlich betrieben wird, sind sportliche Rivalitäten zwischen den Vereinen vorhanden. Jeder Schützenverein hat ein eigenes Schützenhaus und auch ein eigenes Schützenfest (siehe unten), mit König, Königin, Jugend-, Kinder- und Zwergenkönig. Die Waffen, die zum Austragen der Wettbewerbe verwendet werden, sind Luftgewehr, Kleinkaliber und Lasergewehr. Jährlich ermitteln die 3 Schützenvereine den Eulenkönig und schießen um den Alpepokal. Die Rodewalder Schützenvereine schlossen sich dem Schützenbund Wilhelm Tell an. Unter den acht Mitgliedsvereinen werden ebenfalls jährlich die Majestäten aus geschossen. 1927 erfolgte die Gründung des ersten Trommler- und Pfeifer-Corps beim Schützenverein Rodewald m.B., der während des Zweiten Weltkriegs aufgelöst wurde. Im Jahre 1969 gründeten Mitglieder des SV Rodewald o. B. von 1911 den Spielmannszug Rodewald, der als selbständige Gruppe von den damaligen Vorstandsmitgliedern geleitet wurde. Beim Schützenfest 1970 in Rodewald o. B. fand die Premiere statt. Der Spielmannszug wird zu Schützen- und Erntefesten in die Nachbardörfer eingeladen und tritt jährlich auf dem Schützenfest Hannover auf.

#### Theaterverein Preciosa
1921 wurde der Theaterverein Preciosa gegründet. Er gliedert sich in eine Kindergruppe, in der örtlich Kinder im Alter von 4 bis 16 Jahren jährlich ein Märchen einstudieren und in der Adventszeit aufführen, und die Erwachsenengruppe, die in erster Linie die plattdeutsche Mundart pflegt und erhält. Durch die kulturelle Besonderheit der Stücke in Plattdeutsch gelang es den „Preciosen“ einige Erfolge zu erspielen. So treten sie u. a. regelmäßig einmal im Jahr im Theater am Hornwerk in Nienburg (Weser) auf.

#### Reit und Fahrverein
Der im Jahre 1921 gegründete Reit- und Fahrverein erfreute sich bis zum Zweiten Weltkrieg großer Beliebtheit, als die Pferde zu Kriegszwecken konfisziert wurden. Nach dem Krieg entstand 1958 die erste Trainingsstätte auf dem Saal des Gasthauses „Zum Keller“. 1967 übernahm Rudolf Duensing-Knop die Führung des Vereins. Während seiner Amtszeit erlangte der Verein Ansehen und Erfolg im Turniersport. Die Anzahl der Teilnehmer wuchs kontinuierlich und konnte schließlich von dem Verein nicht mehr bewältigt werden. 1980 wurde die neu errichtete Reithalle in Betrieb genommen. Heute werden verschiedene Disziplinen, wie Dressur, Springreiten, Vielseitigkeit, Voltigieren, Fahren, Freizeit- und Westernreiten, Gymnastik zu Pferd und Natural Horsemanship angeboten, auch das jährliche Reitturnier findet immer noch im kleinen Rahmen statt.

#### Gesangvereine
Männergesangverein Rodewald u.B.
Am 10. November 1890 gründeten mehrere sangesfreudige Männer den MGV Rodewald u.B. Nach erfolgreichen Jahren brachte der Ausbruch des Ersten Weltkrieges eine schmerzliche Einbuße an aktiven Sängern, aber schon 1919 fanden sich die Sänger wieder zum Dienst am deutschen Lied zusammen. Es lebte die Vereinstradition wieder auf, einen Sängerball zu feiern. Mit Ausbruch des Zweiten Weltkrieges erlahmte das Vereinsleben abermals, da viele Mitglieder zum Wehrdienst eingezogen wurden. Im November 1946 wurden im Vereinslokal Karl Näther die Singabende wieder aufgenommen. Ende 1963 schloss sich der MGV dem Sängerkreis Soltau-Fallingbostel an. In der Folgezeit schloss der Chor mit dem MGV Gilten eine lose Singgemeinschaft. Da dem Chor der Nachwuchs fehlt, finden nur noch sporadische Singabende in privater Atmosphäre statt.
Gemischter Chor
Der Gemischte Chor wurde am 5. November 1892 als Männergesangverein von 20 Männern aus Rodewald o. B. und m.B. gegründet. Im Jahre 1960 entstand aus dem MGV von 1892 der Gemischte Chor Rodewald, welcher jährlich einen Sängerball abhielt. Der Vereinsfahnenspruch lautet: „Des Lebens Sonnenschein heißt singen und fröhlich sein“. Der Verein geriet in den 1990er Jahren in eine Krise und gründete 1996 einen neuen Chor Sing & Fun. Die wöchentlichen Proben fanden schnell immer größeren Zulauf, so dass die Sing & Fun-Sänger nun Mitglieder des MGV Rodewald von 1892 bzw. des Gemischten Chores geworden sind und eine eigene Sparte des Vereins bilden.

#### Landfrauenverein
Dem 1951 gegründeten Landfrauenverein gehören mittlerweile nicht nur Frauen aus der Landwirtschaft an. Durch die Vorträge über Politik, Geschichte, Rechts- und Sozialfragen, Familie, Gesundheit, kulturelle Bildung, Reiseberichte u. a. m. gehören ihm ebenso jüngere Frauen an. Beliebt sind die jährliche festliche Weihnachtsfeier und die Vereinsfahrten. Theaterbesuche sind weitere Höhepunkte im Vereinsleben.

#### Freiwillige Feuerwehr

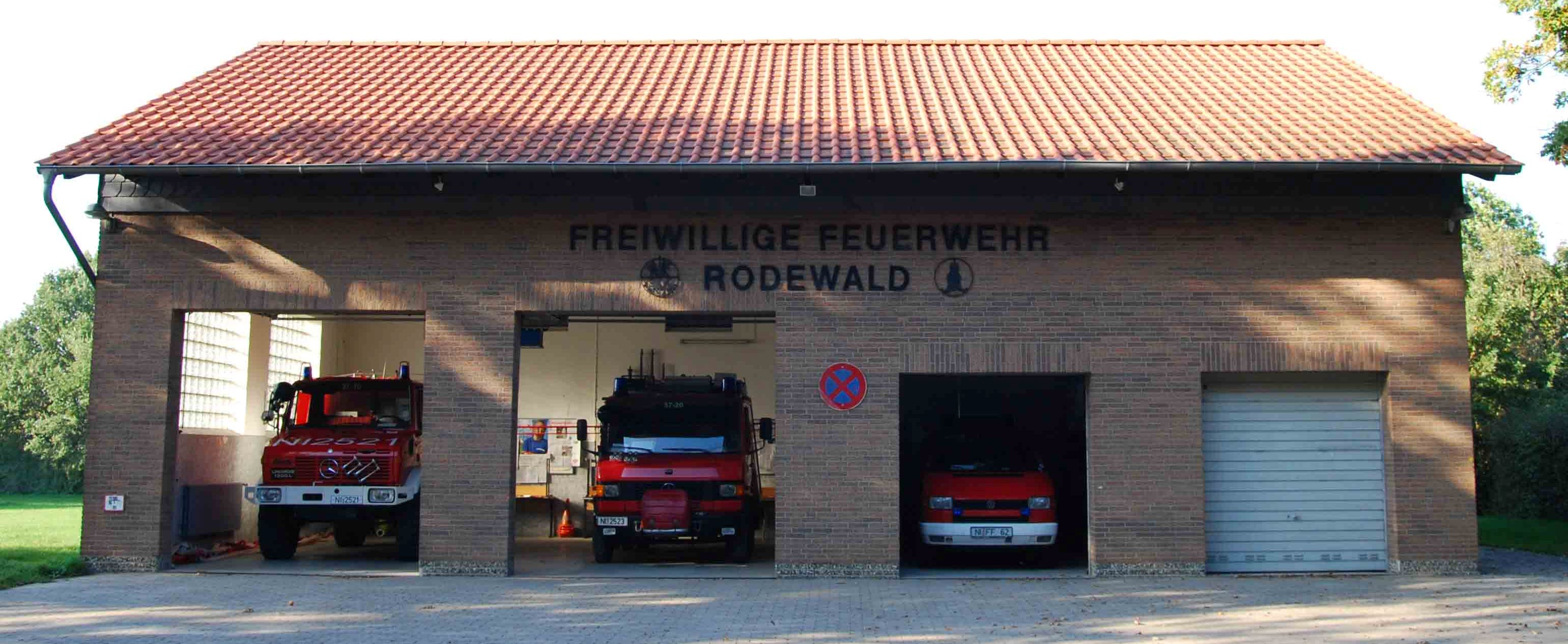
Feuerwehrhaus Rodewald im Zentrum

Rodewald u.B. und o. B. gründeten im Jahre 1934 ihre Freiwillige Feuerwehr und m.B. folgte 1952. Am 1. Januar 1970 ist aus den drei politischen Gemeinden Rodewald die Einheitsgemeinde Rodewald entstanden. Aufgrund dieses Zusammenschlusses wurden auch die drei Freiwilligen Feuerwehren zu einer Feuerwehr verschmolzen. Zusätzlich gibt es eine Jugendfeuerwehr, eine Kinderfeuerwehr (U10) und eine Gruppe für ältere Mitglieder. Alle aktiven Mitglieder müssen ein Grundlehrgang absolvieren und ihre Fertigkeiten während wöchentlicher oder monatlicher Trainingseinheiten erweitern. Während dieser Trainingseinheiten werden ebenfalls Material und die örtlichen Hydranten getestet und gewartet. Zusätzlich bietet der Regionalverband noch Spezialausbildungen, wie Gruppenleiterkurse, Schulungen an Atemschutzgeräten, Fahrzeuginstandhaltung und Funkkurse an.
Zusätzlich zu den digitalen Funkmeldeempfängern werden aber immer noch die 13 alten Sirenen zur Alarmierung genutzt. Im 1974 erbauten Feuerwehrhaus im Zentrum Rodewalds befinden sich die vier Einsatzfahrzeuge: das Tanklöschfahrzeug 3000, das Löschgruppenfahrzeug 8/8, das Einsatzleitfahrzeug und das Mannschaftstransportfahrzeug. Innerhalb des Landkreises, aber auch in der Region sind alle Freiwilligen Feuerwehren vernetzt, so dass bei größeren Notfällen Unterstützung aus den umliegenden Dörfern angefordert werden kann.

### Erholung

#### Naturbad Rodewald

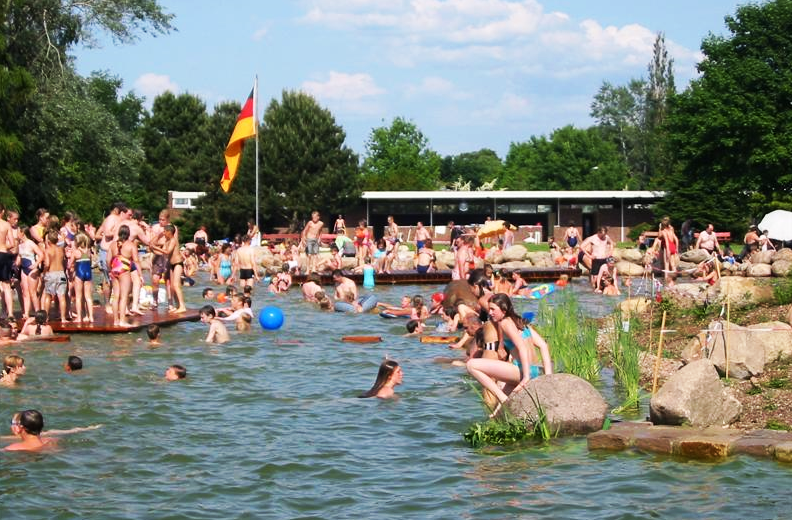
Das Naturbad Freibad Rodewald

Im Jahre 1964 erbauten die drei Rodewalder Bauerschaften eine Badeanstalt. Das im Zentrum gelegene Freibad Rodewald verlangte nach 30 Jahren einer gründlichen Sanierung und wurde mit Hilfe des neu gegründeten Fördervereins zu einem Naturbad umgebaut. Es ist während der Sommermonate am Nachmittag geöffnet. Das Naturbad erhielt seinen Namen durch die umweltfreundliche Filterung des Wassers durch Wasserpflanzen und Hyaditfilter, einem porösen Gestein, in welchem bakterielle Biofilme als biologische Reinigungseinheiten fungieren. Der Wasserfall, der ebenfalls als Sprungturm verwendet wird, reichert das Wasser mit Sauerstoff an und verhindert so eine Anoxie des Wassers, was eine Blüte von Cyanobakterien oder anaerob lebender Bakterien zur Folge haben könnte. Neben dem Sprungturm stehen noch eine Rutsche, Pontons, eine Sonnenwiese und ein Volleyballnetz zur Verfügung, während am Kiosk Hunger und Durst gestillt werden können.

#### Das Kultur- und Jugendzentrum Binderhaus
Das Binderhaus ist das Dorfgemeinschaftshaus Rodewalds, in dem ganzjährig kulturelle Veranstaltungen, wie Theater, Comedy Aufführungen, musikalische Abende und andere Aufführungen, stattfinden. Es wird aber auch als Versammlungsort genutzt. Besonders bekannt ist das Große Fest im Kleinen Garten, bei dem im Sommer Kleinkünstler aller Art den großen, parkähnlichen Garten bevölkern. 2014 besuchten mehr als 700 Gäste das Fest, das von den Mitgliedern des Binderhausvereins organisiert wird. Seit 2015 probt die Kindergruppe des Theatervereins Preciosa auf der Bühne des Binderhauses und führt in der Adventszeit hier ihr Theaterstück auf.

#### Veranstaltungen
Osterfeuer
Das Osterfeuer wird in Rodewald zweimal gefeiert: Am Karsamstag findet es im Wiebusch in der Oberen Bauerschaft statt, während es am Ostersonntag am Feuerwehrhaus im Zentrum, also in der Mittleren Bauerschaft stattfindet.
Schützenfeste

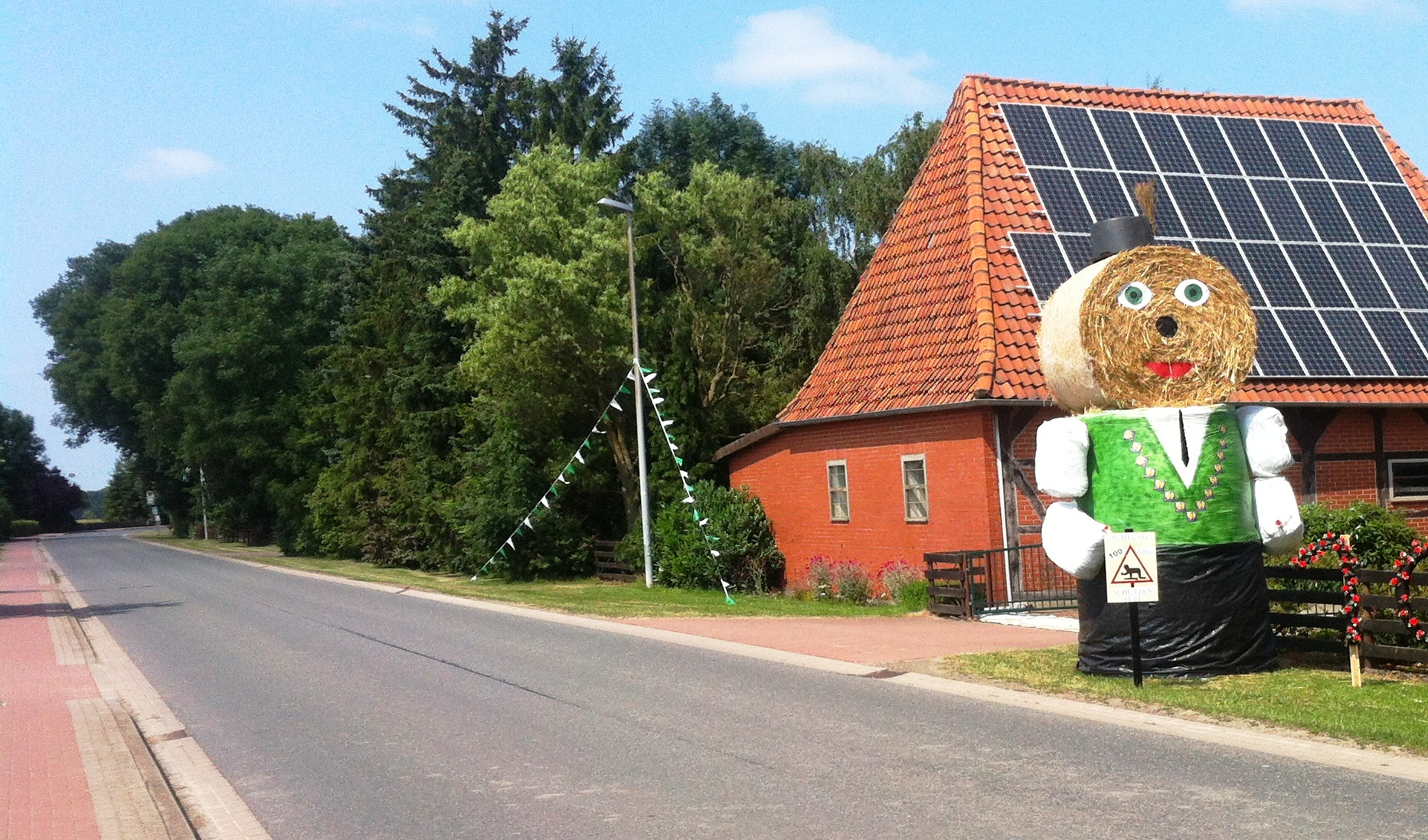
Strohballenfigur während des Schützenfestes

Schützenfeste gibt es, entsprechend der Anzahl der Schützenvereine, drei in Rodewald. Die Schützenfest-Saison in Rodewald, wird jedes Jahr in der Mittleren Bauerschaft (m.B.) am 1. Mai eröffnet. Ein Tag vor dem Schützenfest findet schon der „Tanz in den Mai“, mit Wahl der Maikönigin auf dem Festzelt, mit Live-Musik statt. Darauf folgt das Schützenfest der Oberen Bauerschaft (o. B.), welche ihr Schützenfest an Pfingsten feiert. Im Juli findet dann das Schützenfest der Unteren Bauerschaft (u.B.) statt. Die Schützenfeste in u.B. und o. B. gehen immer über das gesamte Wochenende. Am ersten Abend findet meistens eine Feier (Beatabend) mit Livemusik oder DJ statt. Der Höhepunkt aller drei Schützenfeste ist das Annageln der Schützenscheiben, wobei die Schützengesellschaft mit einem Spielmannszug durch die Straßen marschiert um bei dem jeweiligen König, der Königin und dem Kinderkönig die Schützenscheiben anzunageln. Nachdem die Majestäten somit offiziell gekrönt worden sind, zieht die Festgemeinschaft zum Festzelt und feiert dort mit Musik und Tanz. Abgerundet werden die Schützenfeste durch das traditionelle Katerfrühstück am 1. Mai oder am Sonntag auf dem Zelt. Im Wiebusch wird das Schützenfest unter dem Motto: „Solange im Wiebusch de Eiken noch waßt, solange hett wie ok Schützen de da to paßt“ (Solange im Wiebusch die Eichen noch wachsen, haben wir auch Schützen, die dazu passen) gefeiert.
Jahrmarkt auf dem Marktplatz
Der Jahrmarkt gilt als das größte jährliche Ereignis in Rodewald. Er wird erstmals 1579 erwähnt als sich die Kürschner in Walsrode und Hannover um die Beschickungsrechte stritten. Er hatte somit bereits überregionale Bedeutung als Handelsplatz, was auch durch die spätere Existenz eines Hökeramtes untermauert wird. Da hier viele Ehen gestiftet wurden, wird der Jahrmarkt immer noch Heiratsmarkt genannt. Heute findet er jedes Jahr am dritten Wochenende im September auf dem Marktplatz um die Aegidienkirche statt  Jeden Abend gibt es Livemusik und DJs. Am Sonntag endet der Jahrmarkt traditionell mit einem Feuerwerk.
Erntefest

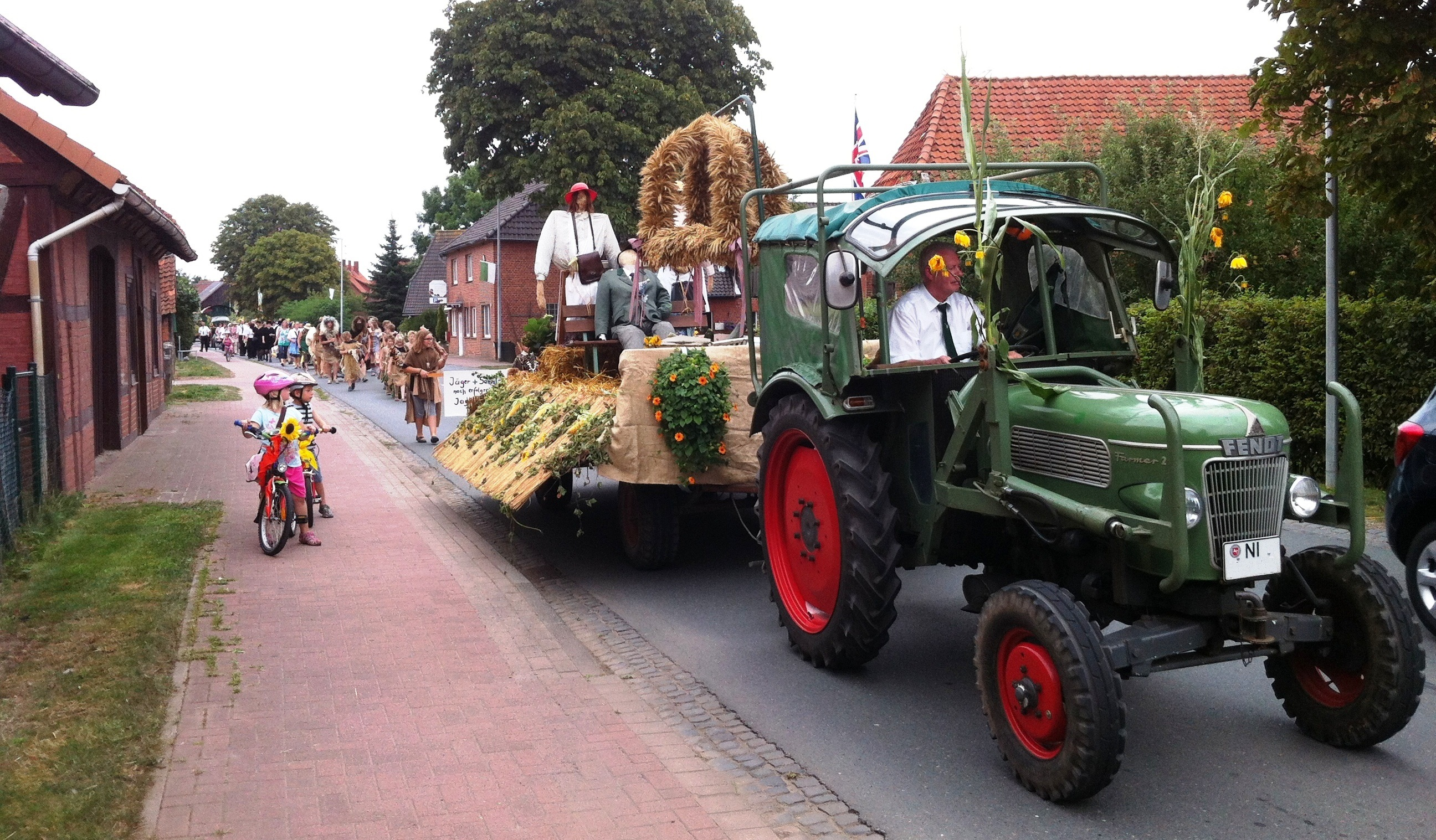
Der Erntefestumzug

Die drei traditionellen Erntefeste wurden nach der Haupterntezeit Anfang September begangen. Jeder Schützenverein hatte sein eigenes Erntefest. Das Erntefest im Wiebusch in der Oberen Bauerschaft wird als einziges heute noch gefeiert. Wie das Schützenfest, so wird auch das Erntefest vom Schützenverein organisiert und findet in einem Zelt statt. In der Oberen Bauerschaft wird traditionell ein Umzug mit geschmückten Wagen veranstaltet, der sich, angeführt vom Schützenverein und dem Spielmannszug, vom Marktplatz zum Festzelt bewegt. Auf dem Zelt wird die von den Schützendamen gebundene Erntekrone aufgehängt und dann bis in den frühen Morgen gefeiert.

## Flora und Fauna
Die Umgebung von Rodewald ist reich an Tierbestand, welcher in den drei hauptsächlich vorkommenden Biotopen lebt. Neben den landwirtschaftlich genutzten Flächen, wie Felder und Wiesen, gibt es hauptsächlich Mischwälder. Die Moorlandschaften des Lichtenmoores und Heidelandschaften sind nur in kleinen Gebieten im sandigen Norden des Dorfes zu finden. Die Rodewalder Lichtenheide ist ein seit 1985 unter Naturschutz stehendes Gebiet. Hier finden sich mit Hochmoor sowie Feucht- und Streuwiesen, Lebensräume für u. a. Wiesenvögel und seltene Pflanzen. Die Rodewalder Wiehbuschwiesen sind ein im Hoch- und Niedermoor liegendes Naturschutzgebiet mit offener Feuchtwiesenlandschaft und Moorparzellen.
Die Wasserqualität der Alpe ist relativ gut, so dass gelegentlich Forellen, Rotfedern und Hechte, aber auch Eisvögel beobachtet werden können.

## Verkehr

### Straße
Zwei wichtige Straßen kreuzen sich im Zentrum von Rodewald. In Ost-West-Richtung verläuft die Bundesstraße 214 von Nienburg/Weser nach Celle; diese schneidet die Landesstraße 192, die in Nord-Süd-Richtung von Lichtenhorst nach Neustadt am Rübenberge führt. Die Bundesautobahn 7 führt etwa 15 km östlich an Rodewald vorbei.

### Bus und Bahn
Die Busverbindung nach Nienburg/Weser ist hauptsächlich auf Schülertransport ausgerichtet. Der nächstgelegene Bahnhof befindet sich in Schwarmstedt, kann mit öffentlichen Verkehrsmitteln aber nicht erreicht werden.

### Luft
Nächstgelegener Verkehrsflughafen ist der etwa 30 km südöstlich liegende Flughafen Hannover.

## Trivia
Die Landschaft um Rodewald gehörte 1947/48 zum Jagdrevier des Wolfes Würger vom Lichtenmoor.